# إشاعة الخوف

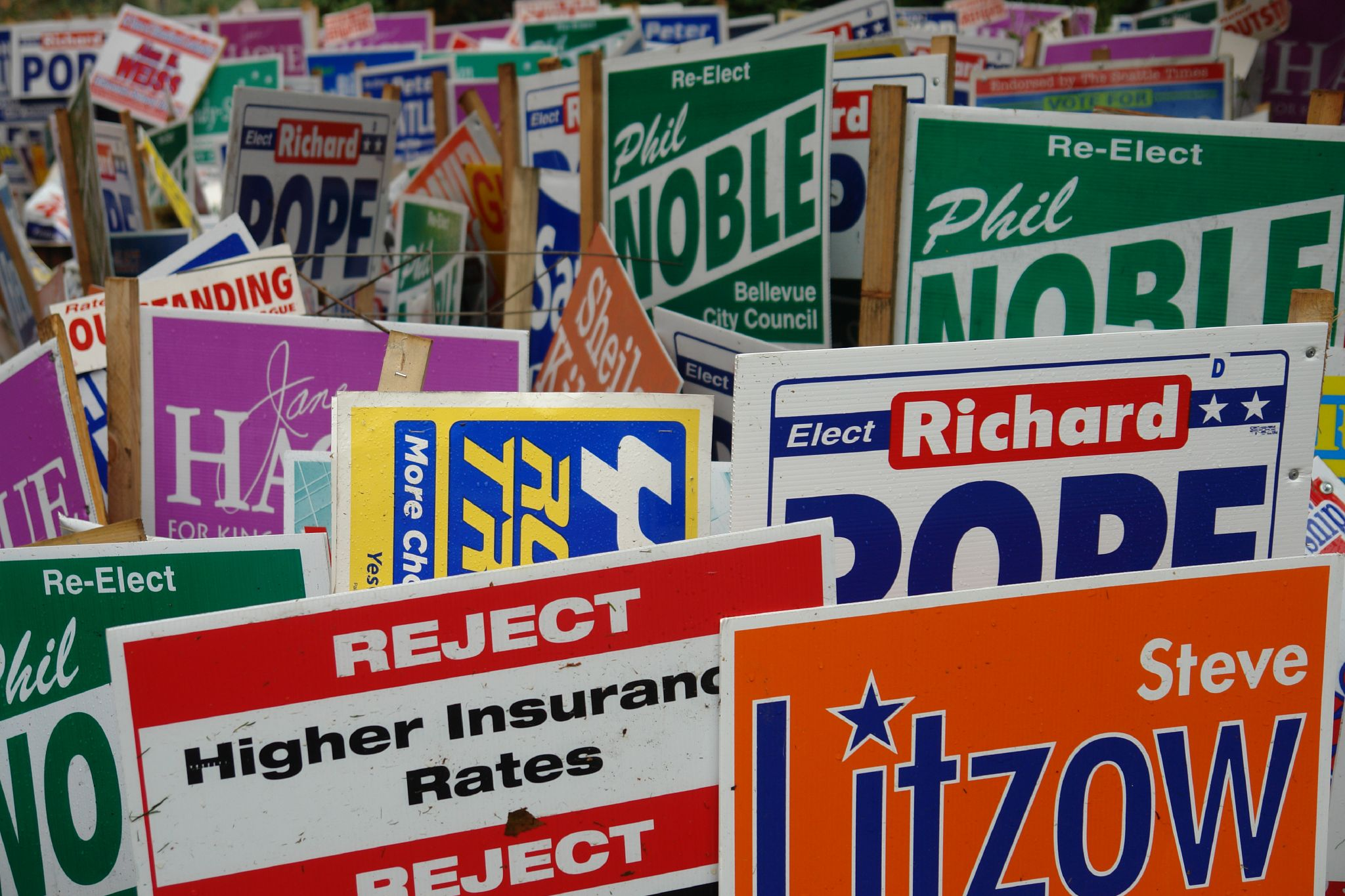
خبر في الصحف بالرفع من الاداءات الضريبية على المواطنين الامريكيين

إشاعة الخوف أو إشاعة الفزع هو نشر شائعات مروعة ومبالغ فيها، عن خطر وشيك.أو أنه تكتيك لإثارة مخاوف العامة حول قضية ما، عن عمد ودون داع.

## أمثلة

### إعلانات الحملات السياسية
أحد أمثلة إشاعة الخوف في السياسة الأميركية، إعلان تلفزيوني يشار إليه كثيراً، اسمه 'دايزي' Daisy، والذي استخدم خلال حملة ليندون جونسون الرئاسية عام 1964.
يبدأ الإعلان بفتاة صغيرة تقف في مرج، والطيور تغرد، تقطف الفتاة بتلات زهرة الأقحوان 'دايزي'، تعدها واحدة تلو الأخرى ببطء. عندما تصل للرقم 9، نسمع صوت ذكري مشؤوم، يعد تنازلياً لإطلاق صاروخ، ثم تحول الفتاة نظرها نحو شيئاً تراه في السماء. تقترب الكاميرا على وجه الفتاة، حتى يملأ بؤبؤ عينها الشاشة، وتعتم الشاشة بالسواد.
عندما يصل العد للصفر، يتبدل السواد بالضوء اللامع وسحابة الفطر التي تحدث في الانفجار النووي.
بينما تحتدم العاصفة النارية، نسمع صوت الرئيس جونسون يصرح: «هذه هي المخاطر! أن نصنع عالماً يمكن أن يعيش فيه جميع أبناء الله، أو أن نخوض الظلمات. ينبغي علينا إما أن نحب بعضنا البعض، أو أن نموت.»  ثم يقول صوت آخر: «صوتوا للرئيس جونسون في الثالث من نوفمبر. المخاطر أكبر من أن تبقوا بالمنزل.»

### إعلانات المنتجات
دخل المعلنون أيضاً الساحة باكتشافهم أن 'الخوف يبيع'. تزايدت شعبية الحملات الإعلانية المبنية على الخوف في السنوات الأخيرة، والمعروفة أحياناً باسم الإعلانات الصادمة. الخوف شعور قوي، ويمكن التلاعب به لتوجيه الناس لاتخاذ خيارات عاطفية بدلاً من عقلانية.
بدءاً من إعلانات السيارات التي تلمح إلى أن وجود أكياس هواء أقل سيلحق الضرر بعائلتك، إلى إعلانات المطهرات التجارية التي تُظهر البكتريا الكامنة فوق جميع الأسطح، الإعلانات المبنية على الخوف تعمل.
بينما أثار استخدام الخوف في الإعلانات بعض ردود الفعل السلبية من الجماهير، إلا أنه هناك أدلة توضح أن الإعلانات الصادمة وسيلة إقناع فعّالة للغاية، وعلى مدار السنوات العديدة الماضية، تزايد استخدام المعلنون للخوف في الإعلانات، والذي أصبح يُعرف باسم «سباق التسلح الذي لا ينتهي في مجال الإعلانات».
وجه نيك سميث السياسي النيوزيلندي، الاتهام إلى المؤلف كين رينغ بإشاعة الخوف.
حيث تنبأ بائع التقاويم من أوكلاند، بالزلازل وأنماط الطقس بناء على الدورات القمرية. وتعامل البعض بجدية مع هذه التنبؤات، في علاقتها بزلازل عام 2011 في كرايستشرش، نيوزيلاندا.